# 堀江新池
堀江新池（ほりえしんいけ）は、愛媛県松山市堀江町にあるため池である。貯水量は12万立方メートル。2010年（平成22年）3月25日に農林水産省のため池百選に選定された。

## 概要
池ができる前の堀江村では、灌漑は二級河川権現川や郷谷川等で流水を利用していたので、水枯れによる旱魃が常に起こる状況であった。
1832年（天保3年）に当時庄屋であった門屋一郎次が旱魃の抜本的な対策として、権現川に大規模なため池を築造することを村民や松山藩に働きかけ、村民が総出で1835年（天保6年）、3年の歳月をかけて、藩内最大のため池が完成した。
掘削された土は当該ため池の東にある花見山の一部となったとされる。
また、2005年（平成17年）に堰堤の補強と周辺の環境整備を行い2009年（平成21年）に「堀江新池親水公園」が完成した。約1kmの池周は遊歩道として活用されており、春にはミウラート・ヴィレッジの桜を一望することができる。
松山市最大のため池であり、暴風雨の時に生じる波で堤体が損傷されるのを防ぐために、池の中間に堰堤が途中で途切れている珍しい形状であり波止場と呼ばれていて、波止場の先端には浮御堂を模した展望場がある。

## 保全
地元小学校、PTA、公民館が、農業体験などを通じ、農業や親水の学校と農村文化の融合事業を行っている。

## アクセス

### 道路
- 愛媛県道347号平田北条線権現入口交差点

### 公共交通機関
- 予讃線堀江駅